# مریلین استریکلند
مرلین استریکلند (متولد ۲۵ سپتامبر ۱۹۶۲) سیاستمدار و بیزنسوومن آمریکایی متولد کره جنوبی است که نماینده ایالات متحده برای حوزه دهم واشینگتن در کنگره است. او که عضو حزب دموکرات است دوره خود را زا ۳ ژانویه ۲۰۲۱ آغاز کرد. استریکلند قبل از آن به عنوان ۳۸ مین شهردار تاکوما از سال ۲۰۱۰ تا سال ۲۰۱۸ فعالیت کرد. او اولین عضو کنگره ایالات متحده است که هر دو تبار کره ای و سیاهپوست را داراست و اولین نماینده منتخب سیاهپوست از واشینگتن است. استریکلند همچنین به همراه یانگ کیم و میشل استیل یکی از سه اولین زن کره ای-آمریکایی استکه تا کنون به کنگره انتخاب شده.